# Метр за секунду
Метр за секу́нду (м/с) (англ. metre per second) — похідна одиниця вимірювання швидкості в системі SI. Об'єкт, який рухається зі швидкістю 1 м/с, долає за одну секунду один метр. Офіційне англійське позначення m·s−1.

## Перерахунок між одиницями швидкості
- 1 м/с дорівнює 3,6 км/год
- 1 км/год дорівнює 0,277777 м/с
- 1 фут за секунду (ф/с) дорівнює 0,3048 м/с
- Швидкість світла у вакуумі — фундаментальна фізична стала, за визначенням, точно дорівнює 299 792 458 метрам за секунду.

## Кратні одиниці
- Кілометр за секунду (км/с, тобто кіло-м/с) рівний 1000 м/с або 3600 км/год. Ця одиниця вимірювання рідко застосовується в земних умовах, проте часто використовується в астрономії і космонавтиці.